# پالمکه
پالمکه (به اسپانیایی: Palomeque)  شهرستانی در اسپانیا است که در استان تولدو واقع شده‌است.

## خصوصیات
پالمکه ۲۲ کیلومترمربع مساحت و ۷۳۹ نفر جمعیت دارد و ۶۱۰ متر بالاتر از سطح دریا واقع شده‌است.